# NFPA 704
NFPA 704 (читается: эн-эф-пи-эй 704)— стандарт, поддерживаемый американской организацией NFPA. 
Он определяет т. н. «огненный бриллиант» (англ. fire diamond), используемый персоналом аварийных служб для быстрого определения рисков, связанных с опасностью материалов. Это помогает определить, какое специальное оборудование, процедуры и меры предосторожности следует использовать при первой помощи и чрезвычайных ситуациях.

## Система обозначений
Четыре поля, обычно обозначенные цветом, из которых синее обозначает опасность для здоровья, красное — огнеопасность, желтое — химическую стабильность и белое выделено для специальных кодов отдельных опасностей. Первые три категории оцениваются по шкале от 0 (нет опасности, стабильное вещество) до 4 (серьёзный риск вплоть до летального исхода).
| Опасность для здоровья не учитывая применение внутрь (синее) | |
| 4                                                            | Очень кратковременное воздействие может вызвать смерть или крупные остаточные повреждения (например, синильная кислота, тетраэтилсвинец, фосфин)                                                       |
| 3                                                            | Кратковременное воздействие может привести к серьёзным временным или умеренным остаточным последствиям (например, гидроксид калия, хлор, серная кислота)                                               |
| 2                                                            | Интенсивное или продолжительное, но не хроническое воздействие может привести к временной потере трудоспособности или возможным остаточным повреждениям (например, этанол, диэтиловый эфир, хлороформ) |
| 1                                                            | Воздействие может вызвать лишь раздражение с минимальными остаточными повреждениями (например, бензофенон, ацетон)                                                                                     |
| 0                                                            | Не представляет опасности для здоровья, не требует мер предосторожности (например, ланолин, пищевая сода)                                                                                              |

| Огнеопасность (красное) | |
| 4                       | Быстро или полностью испаряется при нормальном атмосферном давлении и температуре или легко рассеивается в воздухе и легко возгорается (например, пентаны, ацетилен, пропан). Температура вспышки ниже 22.8 °C (73 °F)                                                    |
| 3                       | Жидкости и твёрдые вещества, способные воспламеняться почти при температуре внешней среды. Температура вспышки между 22.8 °C (73 °F) и 37.8 °C (100 °F), либо температура вспышки меньше 22.8 °C и температура кипения выше 37.8 °C (например, бутанол-1, бензол, ацетон) |
| 2                       | Для воспламенения необходим некоторый нагрев или относительно высокая температура воздуха (например, фенол, дизельное топливо). Температура вспышки между 37.8 °C (100 °F) и 93.3 °C (200 °F)                                                                             |
| 1                       | Следует нагреть перед воспламенением (например, соевое масло, парафин). Температура вспышки выше 93.3 °C (200 °F) |
| 0                       | Негорючее вещество (например, вода, углекислый газ, оксид кальция) |

| Нестабильность/реакционноспособность (жёлтое) | |
| 4                                             | Способно к детонации или взрывному разложению при нормальной температуре и давлении (например, нитроглицерин, трет-бутиллитий, гексоген) |
| 3                                             | Способно к детонации или взрывному разложению, но требует начального источника, должно быть нагрето в замкнутом пространстве, реагирует с водой со взрывом или детонирует при сильном ударе. (например, перхлорат калия, нитрат аммония, пероксид водорода) |
| 2                                             | Подвергается серьёзным химическим изменениям при повышенной температуре и давлении, бурно реагирует с водой или может образовывать взрывчатые смеси с водой (например, фосфор, калий, натрий)                                                               |
| 1                                             | Обычно стабильное, но может стать неустойчивым при повышенных температуре и давлении (например, гидрокарбонат натрия) |
| 0                                             | Стабильно даже при действии открытого пламени и не реагирует с водой. (например, аргон, гелий, диоксид кремния) |

### Белое — Специальное
Белое поле «специальных обозначений» может содержать некоторые символы. Следующие символы определены стандартом NFPA 704:
- W: реагирует с водой необычным или опасным образом (например, цезий, натрий, рубидий, карбид кальция, оксид бария)
- OX или OXY: окислитель (например, перхлорат калия, нитрат аммония,  дихромат калия)
- SA: просто удушающий (не поддерживающий дыхание, но и не токсичный) газ (включая азот, гелий, неон, аргон, криптон, ксенон), к примеру тетрафторметан и элегаз

#### Нестандартные символы
Примечание: Эти символы не являются частью стандарта NFPA 704, но иногда используются на неофициальной основе. Использование неофициальных символов может требоваться, быть разрешено или запрещено полномочными органами (например, пожарными).
- COR (англ. Corrosive): Едкое; сильная кислота или основание (например, серная кислота, гидроксид калия)
  - ACID (англ. Acid — кислота) и ALK (англ. Alkali — щёлочь) для большей конкретики.
- ☣ / BIO: Биологическая опасность (например, вирус натуральной оспы)
- ☠ / POI/TOX: (англ. Poison): Ядовито (например, тетраэтилсвинец, хлорид бария, сульфат таллия, цианид калия, ацетат кадмия, никотин),
- (Трилистник радиации) или RA/RAD: Радиоактивно (например, плутоний, уран, гидрид полония, диуранат калия)
- CRY или CRYO (англ. Cryogenic): Низкая температура (например, жидкий азот)